# 迪布里夫卡 (里夫內區)
50°31′44″N 26°0′6″E / 50.52889°N 26.00167°E
迪布里夫卡（烏克蘭語：Дібрівка），是烏克蘭西北部里夫内州里夫内区大奥梅利亚纳市镇的村落。始建於1773年，面積0.58平方公里，海拔高度255米，2001年人口117，人口密度每平方公里200.7人。